# Kia Forum
De Kia Forum voorheen bekend als The Forum is een multifunctionele indoorarena in Inglewood, Californië, Verenigde Staten, grenzend aan Los Angeles. Het ligt tussen West Manchester Boulevard, over Pincay Drive en Kareem Court. Het is ongeveer drie kilometer ten oosten van Los Angeles International Airport (LAX). The Forum werd geopend op 30 december 1967 en was een ongewone en baanbrekende structuur. De visie van architect Charles Luckman werd tot leven gebracht door ingenieurs Carl Johnson en Svend Nielsen, die de constructie zo konden ontwerpen dat deze geen belangrijke steunpilaren had.
De arena was vroeger bekend als The Forum Presented by Chase, en was eerder bekend als het Great Western Forum en kreeg de bijnaam het "Fabulous Forum" in een krantenkop. Het is ook informeel bekend als het LA Forum.

## Evenementen
The Forum werd een mijlpaal in groter Los Angeles, grotendeels vanwege het succes van Lakers en de Hollywood- beroemdheden die daar vaak worden gezien. De arena organiseerde verschillende tenniswedstrijden, muziekconcerten, bokswedstrijden en Amerikaanse politieke evenementen. De arena wordt soms het "Los Angeles Forum" of het "LA Forum" genoemd om het te onderscheiden van andere plaatsen met de naam "Forum".